# Кинофестиваль в Жерармере 1999 года
VI Международный фестиваль фантастических фильмов в Жерармере (Festival de Gerardmer — Fantastic’Arts 6eme edition) проходил в департаменте Вогезы (Франция) с 28 января по 1 февраля 1999 года. VI Фестиваль был посвящён теме «Психопаты-убийцы» (Les Tueurs Psychopathes).

## Жюри
- Джон Лэндис — президент
- Эйшиа Ардженто
- Роман Боринжер
- Александра Вандемоот
- Филипп Адамов
- Стефани Бургуан
- Роберт Энглунд
- Лоран Герра
- Джонни Холлидей
- Жан-Пьер Жюне

## Лауреаты
- Гран-при — «Куб» (Cube) , Канада, 1997, режиссёр Винченцо Натали
- Приз жюри:
  -  «Невеста Чаки» (Bride of Chucky), США, 1998, режиссёр Ронни Ю
  -  Мудрость крокодилов (Wisdom of Crocodiles, The aka Immortality), Великобритания, 1998, режиссёр Леонг По Чи
- Приз критики — «Куб» (Cube) , Канада, 1997, режиссёр Винченцо Натали
- Приз зрительских симпатий  — «Куб» (Cube), Канада, 1997, режиссёр Винченцо Натали
- Лучший видео —  «Профиль убийцы». Серия «Коронация» (Profiler. Episode Coronation), США, 1998, режиссёр Синтия Саундерс